# A Da Vinci-kód (film)
A Da Vinci-kód (eredeti cím: The Da Vinci Code) 2006-ban bemutatott amerikai film Ron Howard rendezésében. Dan Brown azonos című regényének filmadaptációja.
Egyesült államokbeli premierje 2006. május 19-én, magyarországi bemutatója egy nappal korábban volt. E versenyen kívül vetített filmmel nyitották meg 17-én az 59. Cannes-i Fesztivál rendezvénysorozatát.
A világsikert aratott könyv jogdíját a Sony Pictures Entertainment vásárolta meg 6 millió dollárért. Ezt megelőzően Dan Brown már egyszer visszautasította Joel Surnow ajánlatát, aki az ötletet szerette volna felhasználni a 24 című tévésorozathoz.

## Cselekmény
A történet elején egy férfi sétál a párizsi Louvre-ban éjszaka. Egy ismeretlen férfi üldözi, megfenyegeti, végül meggyilkolja. Később megtudjuk, hogy a meggyilkolt férfi Jacques Saunière, a Louvre kurátora.
Robert Langdon (Tom Hanks), a Harvard Egyetem titkos jelek megfejtésének professzora éppen Párizsban tartózkodik, hogy előadást tartson és bemutassa új könyvét. A dedikálás után rendőrök jelennek meg. Megmutatják neki a Saunière holttestéről készült fényképet, és kikérik a véleményét.
Langdon eljut a kihalt Louvre-ba, ahol egy rendőrségi nyomozó már várja őt, és elvezeti a holttesthez, amely még mindig ott fekszik a padlón. Kiderül, hogy a meggyilkolt férfi, még haldokolva, üzenetet hagyott unokájának, Sophie Neveu-nak, aki rejtjelek megfejtésével foglalkozik a párizsi rendőrségnél. Az is kiderül, hogy a meggyilkolt kurátor a Sion perjelséghez tartozott, ahova állítólag Leonardo da Vinci, Victor Hugo, Claude Debussy és Sir Isaac Newton is. Később kiderítik, hogy a kurátor a testvériség nagymestere volt.
Sophie Neveu (Audrey Tautou), a francia rendőrség kriptográfusa és Saunière unokája megérkezik a Louvre-ba, és a telefonján üzenetet hagy Langdonnak, hogy találkozzon vele a mosdóban. Ott Sophie elmondja neki, hogy a kabátjába csúsztatott GPS nyomkövető gombbal követik a mozgását, és hogy a holttest mellett talált szöveg utóirata miatt („Keresd meg Robert Langdont”) Langdon az első számú gyanúsított a gyilkossági ügyben. Sophie azonban úgy véli, hogy Saunière egy rejtett üzenetet közvetített neki, és azért akarta magával hozni Langdont, hogy segítsen neki megfejteni a kódot.
Langdon Neveu-val együtt elmenekül a Louvre-ból. Az ezt követő üldözés során sikerül lerázniuk a rendőröket az autójukban menekülve. Kutatásaik során Robert és Sophie folyamatosan rejtett jelekre és szimbólumokra bukkannak Leonardo da Vinci műveiben.
A francia rendőrség üldözésének megszűnése után, de az amerikai nagykövetségtől elválasztva a páros a Bois de Boulogne-ba menekül, ahol Langdon alaposan megvizsgálja a hengert. Észrevesz egy feliratot az egyik oldalon, egy címet, amely a zürichi betéti bankhoz irányítja őket. A bankban rábukkannak Saunière széfjére, és a 10 számjegyet a Fibonacci-számok sorrendjében (1123581321) használva kinyitják azt.
Tanácsot kérnek Langdon régi barátjától, Leigh Teabingtől, a Grál-kutatótól. Együtt elindulnak, hogy a végére járjanak a történteknek. Olyan forradalmi felfedezésekről értesülnek, amelyek egyrészt a Szent Grálra utalnak, másrészt alátámasztják azt az elméletet, hogy Jézus Krisztusnak és Mária Magdolnának volt egy közös lánya. Mindkettő megingatná a keresztény egyházak alapjait. A tudósok kutatását megnehezíti az Opus Dei prelatúra titokzatos tagjainak beavatkozása, akik mindenáron titokban akarják tartani Robert és Sophie felfedezéseit - de becsapják őket.
Ahogy Langdon és bizalmasai Londonban újabb nyomok után kutatnak, kikristályosodik, hogy minden egy olyan emberhez vezet, aki „Tanítónak” nevezi magát.
Végül Leigh Teabing bevallja, hogy ő az a lángelme, aki a Grál megtalálása érdekében hazugságok hatalmas hálóját vetette ki. Azt követeli Langdontól, hogy fegyverrel fenyegetőzve dekódolja a kriptotekercset, hogy azután megtalálja a Grált. Langdon cselének köszönhetően azonban Teabing elveszíti a fegyverét, és végül a rendőrség elviszi. Az Opus Dei tagjai, akik a nyomukban voltak, ekkor fedezik fel, hogy becsapták őket. Mária Magdolna feltételezett szarkofágjának ősi helyszínén, a skóciai Rosslyn kápolnában Neveu megtudja, hogy ő Mária Magdolna és Jézus utolsó élő leszármazottja.
A végén Langdon a párizsi Ritz Hotel szobájában borotválkozik. Eközben véletlenül megsebesíti magát, és a vér a mosogatóba csöpög. Ez a Rózsa-vonalra emlékezteti őt (amelyet történelmileg Vérvonalnak is neveznek). Jacques Saunière egy kódolt üzenetben azt mondta Neveu-nak - aki a filmben, a könyvvel ellentétben, nem a biológiai unokája -, hogy a Szent Grál a rózsa alatt van elrejtve (rózsasor). Langdon felidézi, hogy az eredeti főmeridián, amelyet a filmben Rózsa-vonalnak neveznek, Párizson keresztül futott. Ezt az első főmeridiánt Párizsban 135, a járdába helyezett sárgaréz tábla jelzi, amely a Rózsa-vonalat jelképezi. Langdon követi ezeket a táblákat, és eléri a Louvre-t. Rájön, hogy ott, az Arago medalionok által jelzett rózsavonal és a csúcsukon egymáshoz érő piramisok alatt van Mária Magdolna sírja, és így a Szent Grál. Letérdel a Louvre sírja fölött álló, megfordított üvegpiramisnál, ahogyan a templomos lovagok tették előtte.

## Szereplők
| Szereplő                  | Színész              | Magyar hang       |
| ------------------------- | -------------------- | ----------------- |
| Robert Langdon professzor | Tom Hanks            | Kőszegi Ákos      |
| Sophie Neveu              | Audrey Tautou        | Györgyi Anna      |
| Sir Leigh Teabing         | Sir Ian McKellen     | Bács Ferenc       |
| Bézu Fache                | Jean Reno            | Szilágyi Tibor    |
| Silas                     | Paul Bettany         | Forgács Péter     |
| Aringarosa püspök         | Alfred Molina        | Csankó Zoltán     |
| André Vernet              | Jürgen Prochnow      | Rosta Sándor      |
| Jacques Saunière          | Jean-Pierre Marielle | Izsóf Vilmos      |
| Collet                    | Étienne Chicot       | Kristóf Tibor     |
| Rémy                      | Jean-Yves Berteloot  | Haás Vander Péter |

## Forgatási helyek
A francia kulturális minisztérium engedélyezte, hogy a stáb az éjszakai jeleneteket a Louvre-ban forgassa, ahol 2005. június 30-án kezdődtek a felvételek, hogy majd október 19-én fejeződjenek be Angliában. Az ezt megelőző utolsó forgatás az intézményben 2002-ben volt, amikor Bernardo Bertolucci rendezte Álmodozók című filmjét, amelyben lényegében megismételte Jean-Luc Godard Bande à part filmjének a múzeumfolyosókon zajló versenyét.
A stáb nem kért engedélyt a párizsi Saint-Sulpice-templomban történő forgatáshoz. A Westminsteri apátság elutasította, hogy ott forgassanak, végül az anglikán közösséghez tartozó Lincoln katedrális 100 000 font sterling fejében engedélyezte a forgatást, amelyre 2005 augusztusában került sor. A belső, illetve a víz alatti felvételeket a London melletti Pinewood Studiosban készítették el.

## Érdekességek
Ron Howard és Brian Grazer a 2005. december 26-án megjelent, a Newsweek részére adott interjújukban elmondták, hogy Jacques Chirac francia köztársasági elnök 2004 decemberében találkozott velük, és felajánlotta segítségét az esetleges adminisztratív problémák elrendezésében, valamint a film gyártásához szükséges engedélyek beszerzésében. Állítólag lánya egyik barátnőjét (vélhetőleg Sophie Marceau-t) ajánlotta főszerepre, és megpróbált nagyobb gázsit szerezni Jean Reno részére. Az állításokat az Élysée-palota pár nap múlva a Le Monde napilapban cáfolta: elismerte ugyan, hogy a találkozóra sor került, de tagadták, hogy valakit is ajánlottak volna szerepre, vagy hogy Jean Reno szerepdíját kívánták volna emelni.
Annak érdekében, hogy csábító zöld „őzikeszemű” legyen, Audrey Tautou a filmben színes kontaktlencsét visel.

## Reakciók
- A katolikus egyház nem foglalkozott a film bemutatójával, bár egyes konzervatív tagjai a regényhez hasonlóan a film elkészítését is ellenezték. 2006 májusának elején, a film bemutatásának közeledtével egyes katolikus szervezetek (mint például az Opus Dei – a könyvben mint gyilkosok szerepelnek) világszerte tiltakozási kampányt indítottak. A könyv ellen indult – eddig megalapozatlannak bizonyult – plágiumperek a film betiltására is törekedtek.
- Bemutatóját a filmkritikusok fanyalogva fogadták. A tudósítások szerint a film súlyosan megbukott a filmkritikusok zsűrije előtt a cannes-i fesztiválon; a nézők fütyüléssel fejezték ki elégedetlenségüket.
- Németországban a filmkritikusok különösen a megdöbbentően rossz német nyelvű szinkronizálást emelték ki, ami valóban élvezhetetlenné tette a vetítést, de kifogásolták a színészválasztást (Sophie Neveu-t Audrey Tautou alakítja) és a rendezői koncepciót is, amely gyökeres ellentétben van a regény mondanivalójával (abban Sophie gyenge és bizonytalan nő).

## Díjak és jelentősebb jelölések
Golden Globe-díj (2006)
- jelölés: legjobb eredeti filmzene (Hans Zimmer)

Grammy-díj (2007)
- jelölés: legjobb score album – film, televízió vagy más vizuális média (Hans Zimmer)

Arany Málna díj (2007)
- jelölés: legrosszabb rendező (Ron Howard)

## Fordítás
- Ez a szócikk részben vagy egészben  a   The Da Vinci Code – Sakrileg című német Wikipédia-szócikk fordításán alapul.  Az eredeti cikk szerkesztőit annak laptörténete sorolja fel. Ez a jelzés csupán a megfogalmazás eredetét és a szerzői jogokat jelzi, nem szolgál a cikkben szereplő információk forrásmegjelöléseként.